# Frasin, Ucraina
Frasin sau Iasinia (în maghiară Körösmezö, în slovacă Jasyna, în ucraineană Ясіня) este o localitate urbană din raionul Rahău (Regiunea Transcarpatia, Ucraina). 

## Geografie
Orașul este situat pe râul Tisa Neagră la confluența cu râul Lazeșcina, în apropierea pasului Tătarilor.

## Nume
Yasinya este un nume ucrainean modern.
Yasinye este un nume Huțul.
Yasin (Yidd. ясин, Jasin) este un nume istoric evreiesc.
Keresmeze ( maghiară : Kőrösmező ) este un nume istoric maghiar; menționat pentru prima dată în izvoarele din 1555 ca Kreusmezew.
Frasin ( română: Frasin ) este un nume românesc istoric. Și-a luat numele de la faptul că era situat într-o pădure de frasin, numele ucrainean provine din maghiară (slavă: „jaszeny” = frasin).

### Originea numelui
Potrivit legendei, Ivan Struk din Galiția păștea oi pe această parte a munților, dar o zăpadă adâncă bruscă l-a împiedicat să conducă turma acasă. Deci a făcut o stână din cenușă și s-a dus la a lui. Când s-a întors, a găsit turma întreagă și nevătămată și, de asemenea, cu urmași. În semn de recunoștință față de Dumnezeu, a construit o biserică de lemn, care a fost poreclit Strukivskaya. De atunci, frasinul a devenit un simbol al satului și al numelui său. Și acum stema lui Yasinya îl prezintă pe ciobanul Ivan Struk, un copac verde și o turmă.

## Istoric
Este menționat pentru prima dată în 1555 sub numele de Kreusmezew. La sfârșitul anilor 1500, a fost deținută de Karolienii maghiari. Locuitorii săi au luat parte la Răscoala lui Rákóczi și la Revoluția Maghiară din 1848 (în cel din urmă, Ivan Pintye a condus armata), care au fost urmate de represalii austriece. 
Biserica sa romano-catolică a fost construită în 1785. În 1882 a fost deschisă o școală primară în limba maghiară. În 1896 a fost scena marilor sărbători ale mileniului de la Cucerirea de către unguri a Bazinului Panonic, în cadrul cărora a fost ridicată o coloană memorială din marmură gri, înălțime de 2,5 m, în fața primăriei, dar care nu mai există astăzi.

### Republica Huțulă și diferite ocupații
Până la Tratatul de la Trianon a aparținut raionului Rahău din județul Maramureș. La 8 noiembrie 1918 locuitorii din Frasin și din satele din jur au format Consiliul Popular Huțul, iar a doua zi au proclamat Republica Huțulă, care și-a exprimat intenția de a se alătura Ucrainei. (Chiar și în acea lună, a deschis o reprezentanță în Stanyslav în Galiția.) Pe 22 decembrie, unități ale armatei maghiare au intrat în Frasin, iar reprezentanții Sfatului Popular au fugit în munții din jur. În 7-8 ianuarie 1919, Consiliul Popular Huțul a declanșat o răscoală la Frasin, iar după câteva zile, plecând de la așezare, a ocupat întregul raionul Rahău. Ascensiunea militară a Sfatului Popular a fost împiedicată doar de armata română care a invadat regiunea, care până în 11 iunie 1919 lichidase complet fără luptă activitățile Sfatului Popular Huțul. A fost reocupată la scurt timp de Ungaria în iulie 1919 și a trecut la Cehoslovacia conform Tratatului de la Trianon. 

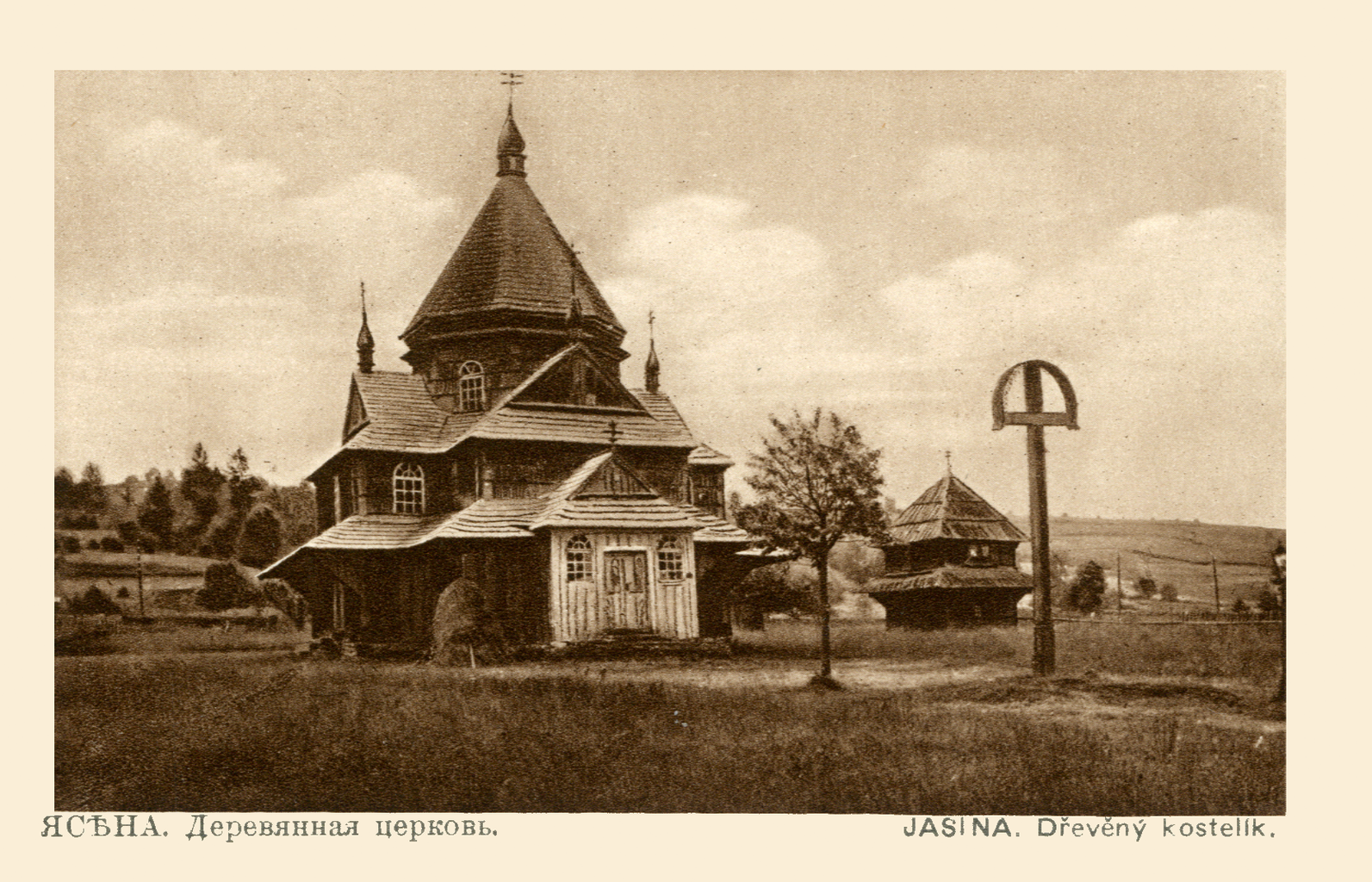
Biserica de lemn din Frasin (1920).

În timpul perioadei cehoslovace, cele mai influente personalități din viața publică locală au fost frații Klimpus, care cultivau în Frasin și în jurul lui, iar mai târziu s-au angajat în activități antreprenoriale. Unul dintre ei, Dmitro Ivanovici Klimpus, a fost comandantul Carpatilor Sic între 1938 și 1939. În martie 1939, trupele maghiare au ocupat părțile Subcarpatiei care nu fuseseră returnate prin deciziile Vienei, inclusiv Frasin.
În 1941, în timpul deportărilor de la Camenița, aici au fost adunați evrei fără cetățenie maghiară, care au fost transportați ulterior pe teritoriul Galiției ocupat de germani, unde au fost uciși de trupele SS.
La 14 octombrie 1944, unitățile Frontului al 4-lea ucrainean au ocupat așezarea. A fost dat Uniunii Sovietice în 1945.
Până în 2020 a inclus Stebnîi, Tîbava și Lazeșciîna.

## Demografie
Componența lingvistică a așezării de tip urban Frasin
     Ucraineană (89,46%)
     Maghiară (8,22%)
     Țigănească (1,22%)
     Alte limbi (0,97%)

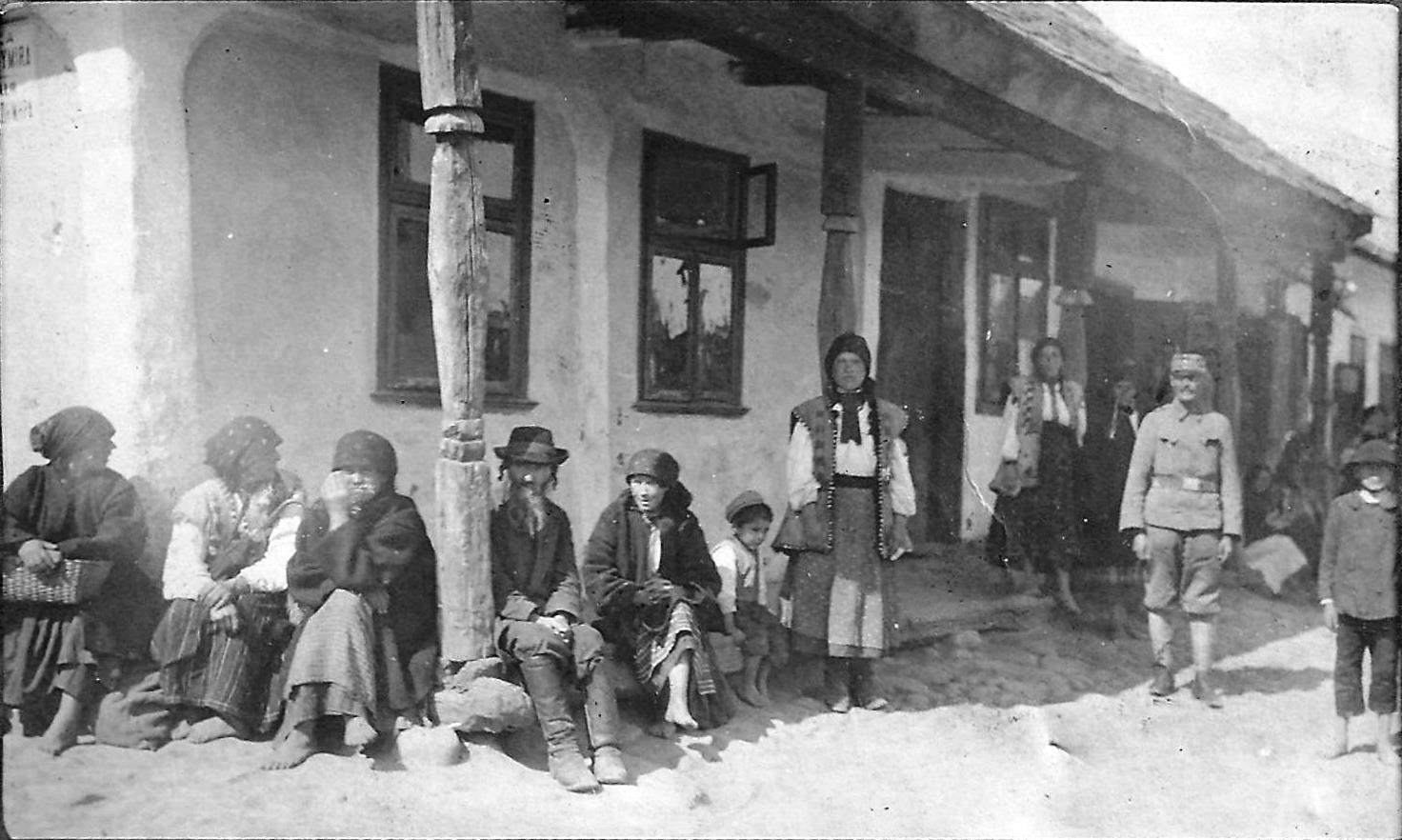
Diferite grupuri etnice în centrul orașului Frasin (începutul secolului al XX-lea).

Conform recensământului din 2001, majoritatea populației așezării de tip urban Frasin era vorbitoare de ucraineană (89,46%), existând în minoritate și vorbitori de maghiară (8,22%) și țigănească (1,22%).

## Transport

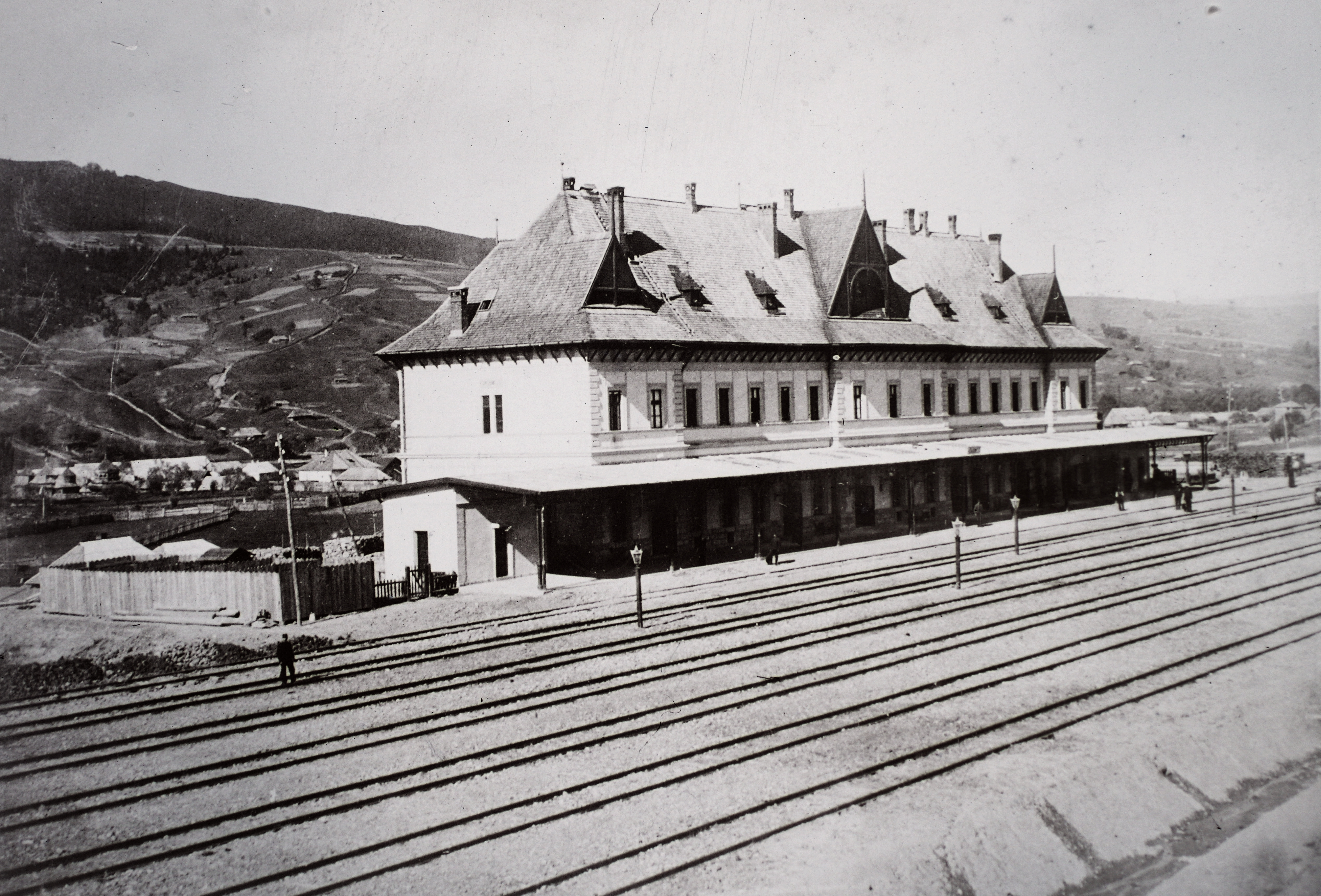
Gara Frasin (1907).

Așezarea este atinsă de linia de cale ferată Ivano-Frankivsk-Deljatin-Rahău.

## Turism

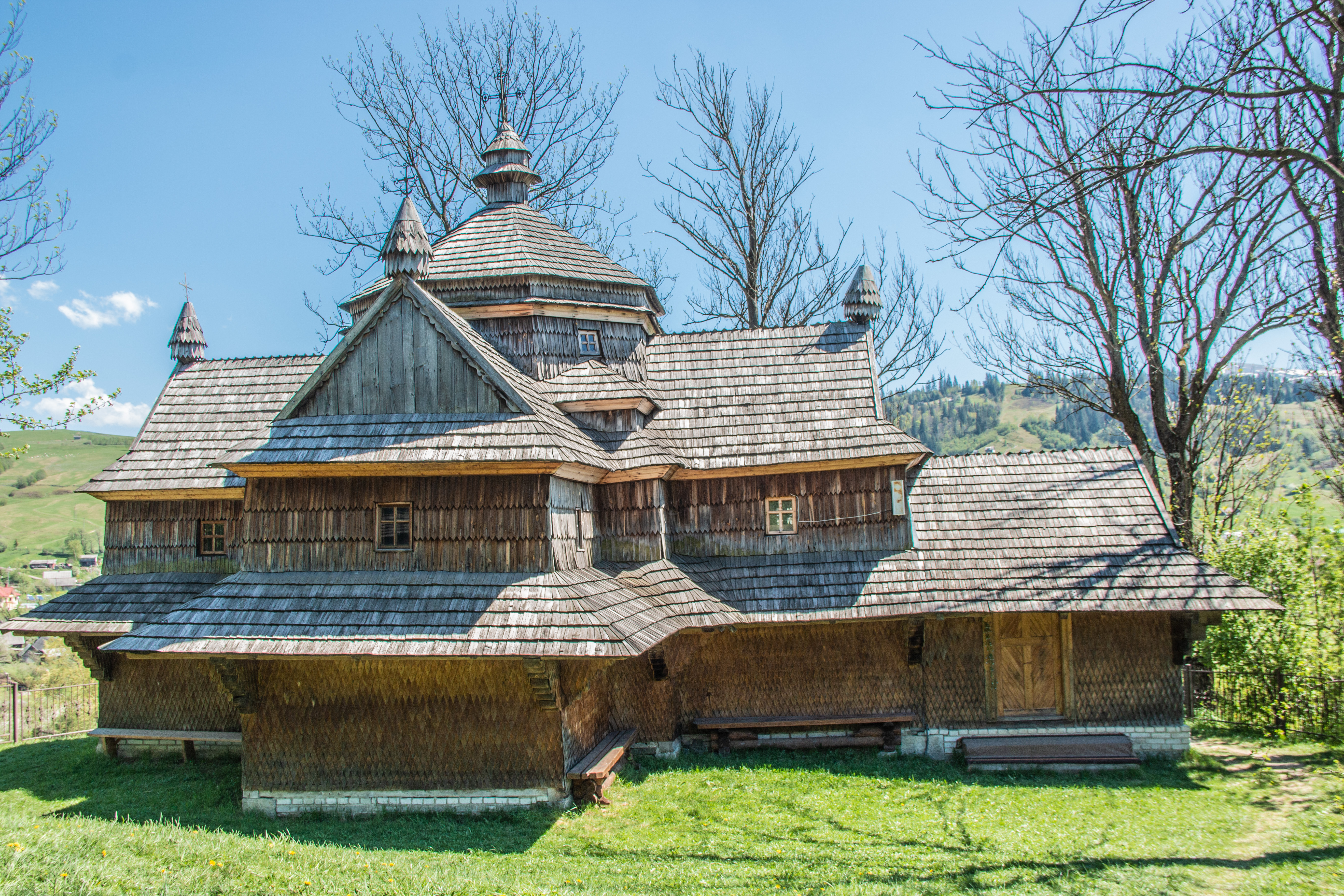
Biserica de lemn din Frasin.

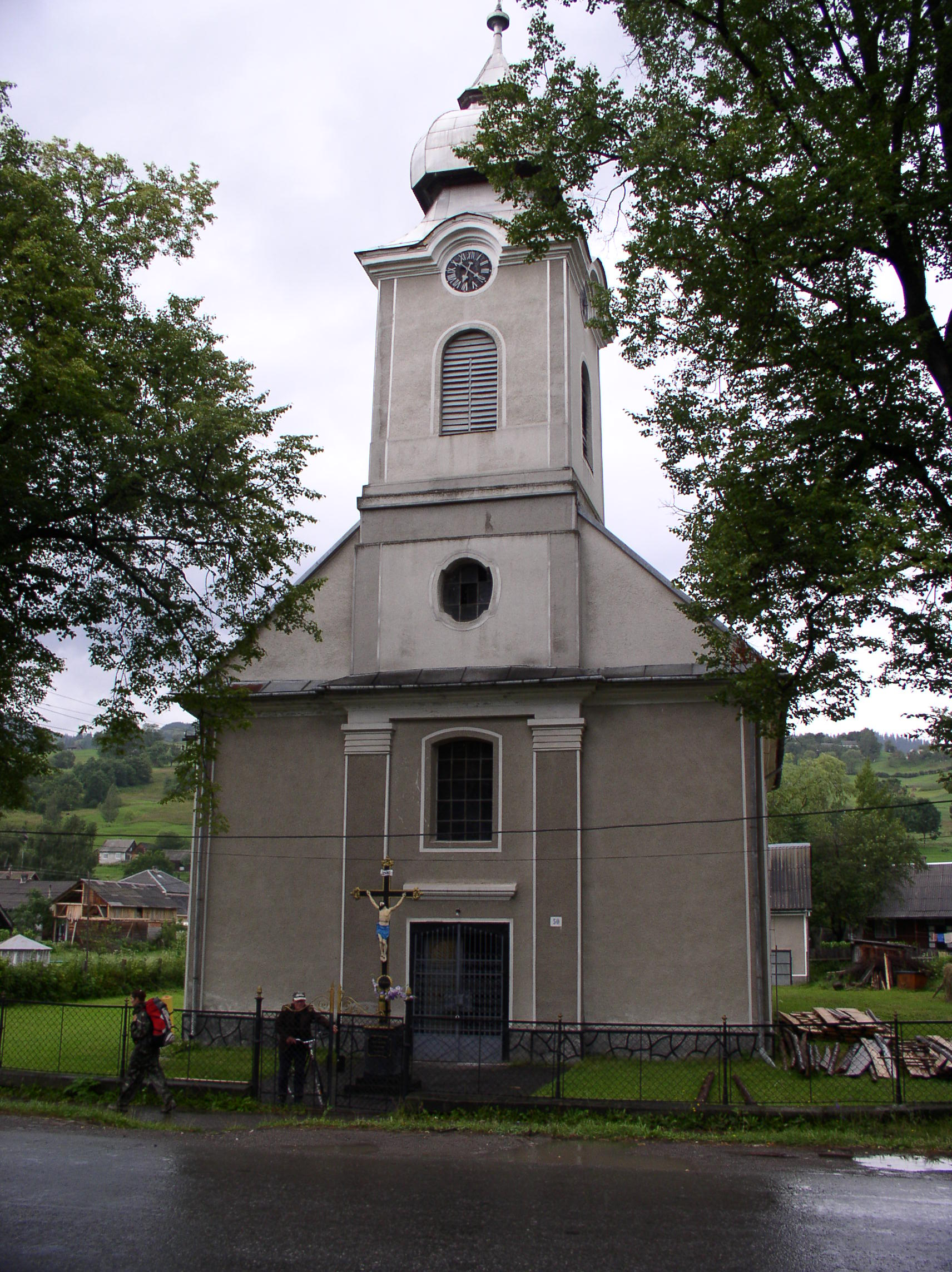
Biserica „Plitovate” Petru și Pavel.

- Biserica de lemn din Frasin apare pe mai multe timbre ale zonei, inclusiv pe prima ștampilă a Carpato-Ucrainei.[3][4]
- La începutul satului se află biserica greco-catolică de lemn „Strukovska” construită în 1824 pe un deal închinat Sfintei Treimi. Turnul său a fost construit în 1813. Conține un iconostas din secolul al XVII-lea. Un pod suspendat peste Tisa duce la el.
- Biserica „Plitovate” Petru și Pavel, construită la sfârșitul secolului al XVIII-lea, se află la hotarul Mezőhát, în interiorul căreia se află sculpturi în lemn de la sfârșitul anilor 1700.

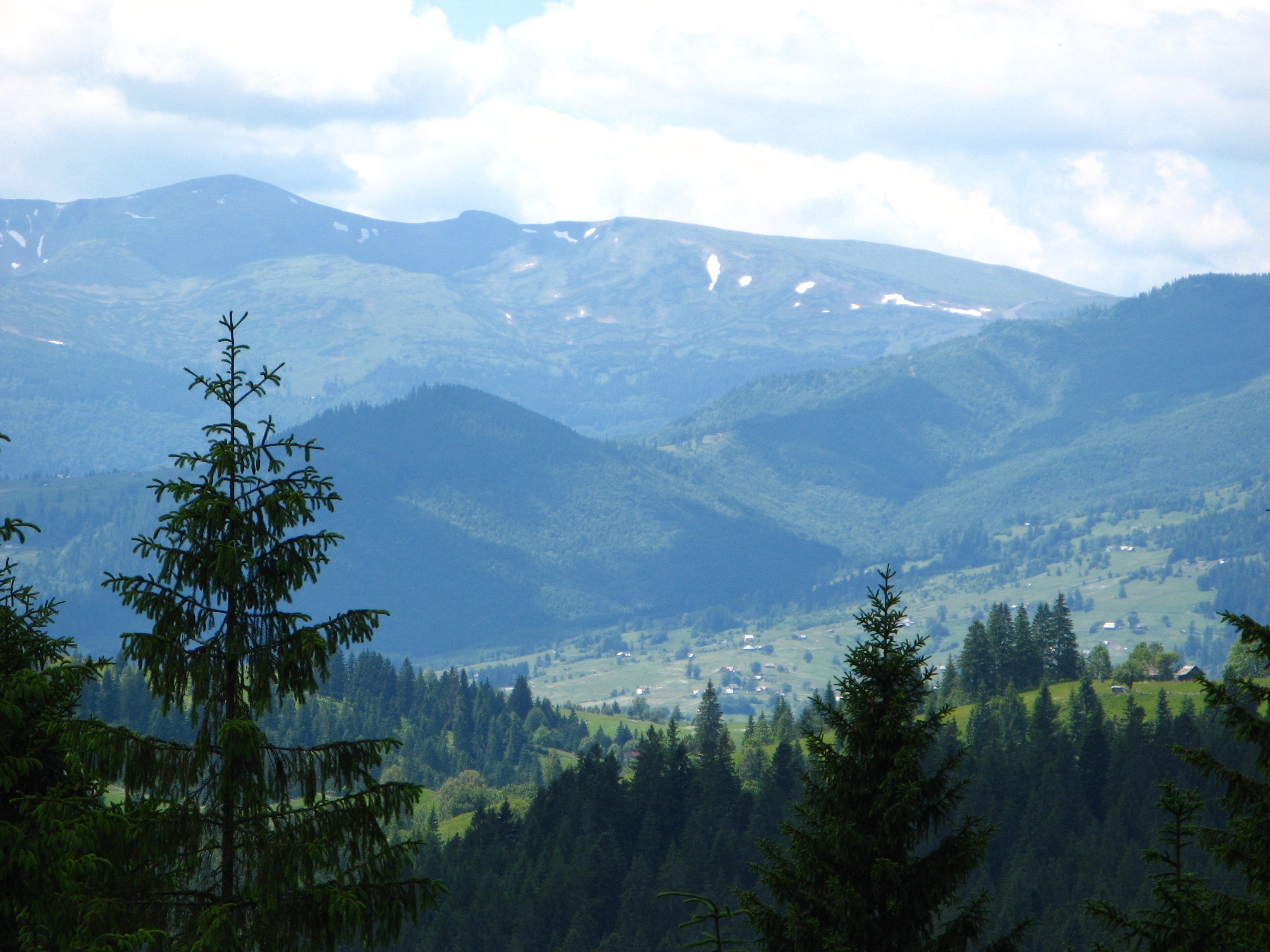
Vedere de la Pasul Iablonița spre satele Frasin și Svidovets

- Este un important centru turistic de unde pornesc traseele de drumeții către munții din jur.
- Pe munții din apropierea așezării se află rămășițele de buncăre aparținând ecluzelor de vale ale liniei Árpád.
- Cimitirul militar maghiar I. și II. al celui de-al doilea război mondial

## Oameni de seamă
- S-a născut aici pe 5 februarie 1886, poetul Béla Bakkay.
- S-a născut aici în 1897 Dmitro Ivanovich Klimpus, fermier și antreprenor din Transcarpația ruteană (Huțul). În 1938-1939, a fost comandantul Carpaților Sics.
- Daniel Ivancho
- Stepan Klochurak
- Orest Klympush